# Густав V
Густав V (швед. Gustaf V, Оскар Густав Адольф; 16 июня 1858[…], Дворец Дроттнингхольм, Стокгольм — 29 октября 1950[…], Дворец Дроттнингхольм, Стокгольм) — король Швеции с 8 декабря 1907 года по 29 октября 1950 года, старший сын Оскара II и Софии Нассауской. Почётный гражданин Таллина. 
Густав V также был последним шведским монархом, воспользовавшимся своими королевскими прерогативами, которые в значительной степени были урезаны с принятием изменении шведской конституции в 1974 году. Он был первым шведским королем со времен Средневековья, который не был коронован и поэтому никогда не носил королевскую корону, и с тех пор эта практика продолжается.
Первые годы королевствования Густава V ознаменовались усилением парламентского правления в Швеции, хотя к началу Первой мировой войне король уволил либерального премьер-министра Карла Штаафа, заменив его Ялмаром Хаммаршёльдом, отцом Дага Хаммаршельда. Однако после того, как либералы и социал-демократы получили парламентское большинство под руководством преемника Стаафа Нильса Эдена, король позволил Эдену сформировать новое правительство, которое де-факто лишило монархию практически всех полномочий и ввело к 1919 году всеобщее и равное избирательное право, в том числе для женщин. Склоняясь перед принципами парламентской демократии, Густав V оставался популярным среди населения лицом в течение оставшихся 31 года своего правления. У Густава V были прогерманские и антикоммунистические позиции, которые внешне выражались во время Первой мировой войны и Гражданской войны в России. Во время Второй мировой войны он якобы призывал коалиционное правительство Пера Альбина Ханссона принять запросы нацистской Германии о материально-технической поддержке, утверждая, что отказ может спровоцировать вторжение вермахта.
Заядлый охотник и спортсмен, Густав V председательствовал на Олимпийских играх 1912 года и возглавлял Шведскую спортивную ассоциацию с 1897 по 1907 год. В частности, он представлял Швецию (под псевдонимом мистер Г.) как конкурентоспособный теннисист, поддерживая соревновательный теннис до 80 лет, когда его зрение быстро ухудшилось.

## Биография
При рождении ему был присвоен титул герцога Вермландского. Крёстной матерью Густава была его прабабка — Дезире Клари, невеста Наполеона I, вышедшая замуж за маршала Бернадота, впоследствии ставшего королём Швеции. Вступил на престол после смерти отца, спустя два года после отделения Королевства Норвегии. Его жена, Виктория Баденская (в браке с 20 сентября 1881 года) была потомком предыдущей шведской династии — Гольштейн-Готторпской (от короля Адольфа Фредрика). Имел чин русского (декабрь 1907 года) и германского (3 августа 1908 года) адмирала.
В мае 1908 года Густав V посетил Петербург, что в свою очередь остановило критику в отношении финской политики России.
Густав V был последним королём Швеции, прямо вмешивавшимся в политику правительства (вопрос об оборонном бюджете в 1914 году). В 1939 году он отказался от должности верховного главнокомандующего шведской армией. Считается, что Густав V имел во время Первой мировой войны пронемецкие симпатии (во многом под влиянием жены). Перед Второй мировой войной король и его внук, герцог Вестерботтенский, активно общались с руководством нацистской Германии, особенно Герингом. Швеция во время войны поставляла Германии руду и перевозила немецкие войска. При этом король выступал против преследования евреев в Германии и Венгрии. В 1941 году он поздравлял Гитлера в частном письме с победами над СССР и «большевистской чумой» (хотя ему напрямую запретил это делать премьер-министр Пер Ханссон). Боясь конфликта с Германией, требовал у правительства разрешить транзит немецких войск через Швецию.

### Увлечения
Был известным теннисистом, основал первый теннисный клуб в Швеции; как пропагандист этого вида спорта занесен в Международный зал теннисной славы (1980). Заботился о судьбе теннисистов, арестованных нацистами.
В 1912 году во время царствования Густава V Швеция принимала V Олимпийские игры, которые проходили в городе Стокгольме. При этом он сам открывал эти игры.

## Семья
От брака с Викторией Баденской (1862—1930) Густав имел трёх сыновей:
- Густав VI Адольф, его преемник (1882—1973),
- Вильгельм, герцог Сёдерманландский (1884—1965)
- Эрик, герцог Вестманландский (1889—1918).

Его старший внук, сын будущего Густава VI, Густав Адольф, герцог Вестерботтенский (1906—1947), весьма политически активный в годы Второй мировой войны, погиб в авиакатастрофе ещё при жизни деда, оставив девятимесячного сына Карла (р. 1946), ныне королевствующего как Карл XVI Густав.